# MG Midget

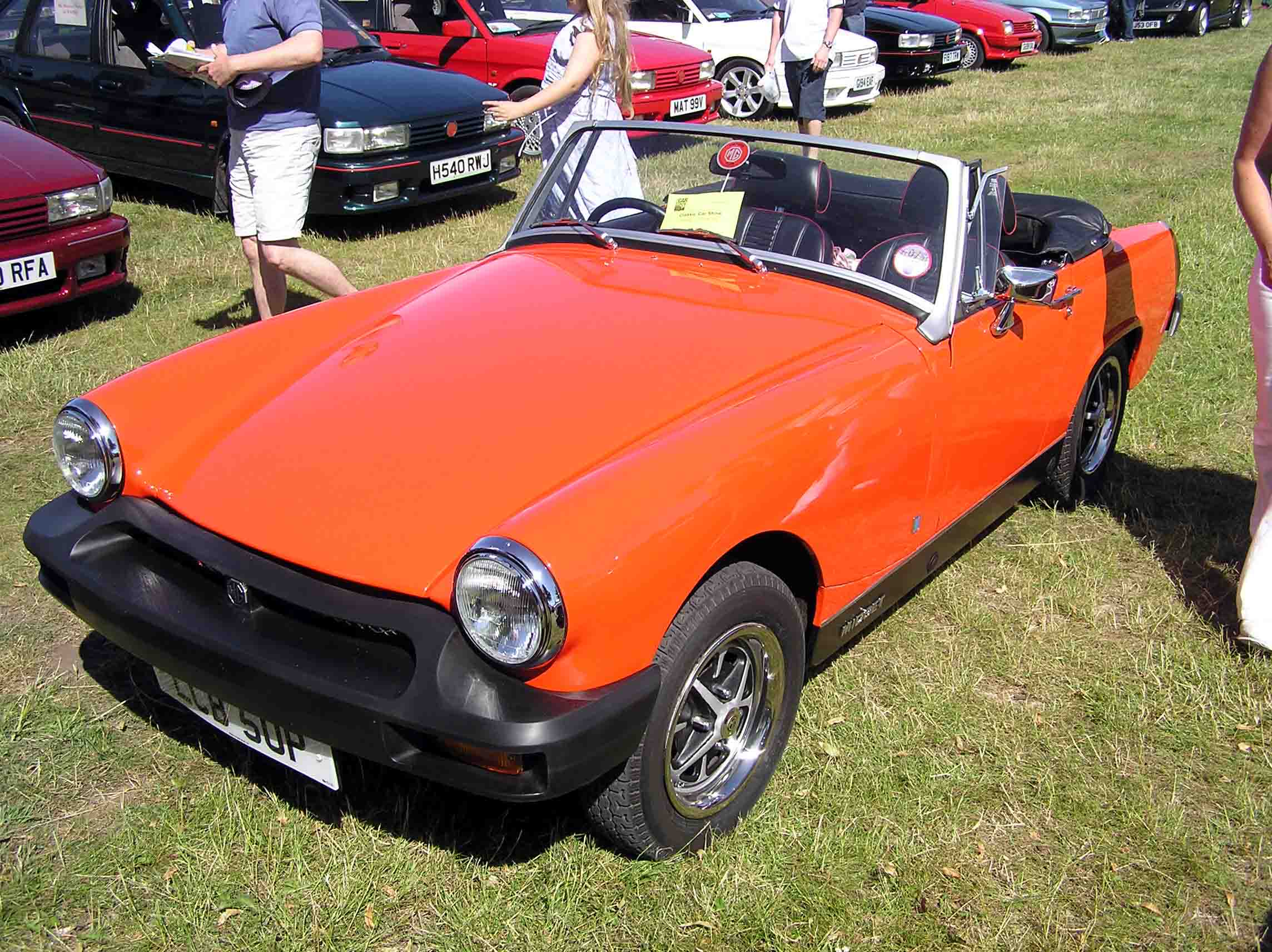
MG Midget 1500

MG Midget är en sportbil, tillverkad av den brittiska biltillverkaren MG mellan 1961 och 1979.

## Bakgrund
Austin-Healey hade byggt sin lilla sportbil Sprite i MG-fabriken i Abingdon sedan 1958. När bilen skulle uppdateras i juni 1961 ansåg ledningen för BMC att den borde säljas även under MG-namnet. Därför byggdes de två modellerna, gemensamt kallade ”Spridget”, parallellt under hela sextiotalet. Bilarna var identiska, så när som på kylargrillen.

## MG Midget Mk I-III
Se under systermodellen Austin-Healey Sprite.

## MG Midget 1500
Hösten 1974 beslutade British Leyland att Midgeten måste uppdaterades, för att motsvara nya amerikanska bestämmelser angående säkerhet och avgasrening. Bilen fick kraftiga stötfångare och försågs med motor och växellåda från koncernkollegan Triumph Spitfire.
Produktionen avslutades hösten 1979, då man tillverkat 73 899 Midget 1500.

## Motor
Midget var försedd med BMC:s A-motor, trimmad med dubbla förgasare. Motorn växte i volym under hela sextiotalet.
1500:n hade motor från Triumph Spitfire.
| Modell | Motor              | Cylindervolym | Effekt | Bränslesystem       |
| ------ | ------------------ | ------------- | ------ | ------------------- |
| Mk I   | 4-cyl radmotor ohv | 948 cm³       | 46 hk  | Dubbla SU förgasare |
| Mk I   | 4-cyl radmotor ohv | 1098 cm³      | 56 hk  | Dubbla SU förgasare |
| Mk II  | 4-cyl radmotor ohv | 1098 cm³      | 59 hk  | Dubbla SU förgasare |
| Mk III | 4-cyl radmotor ohv | 1275 cm³      | 65 hk  | Dubbla SU förgasare |
| 1500   | 4-cyl radmotor ohv | 1493 cm³      | 66 hk  | Dubbla SU förgasare |